# Malaja Purga
Malaja Purga (russisch Ма́лая Пурга́; udmurtisch Пичи Пурга) ist ein Dorf (selo) in der Republik Udmurtien in Russland mit 7711 Einwohnern (Stand 14. Oktober 2010).

## Geographie

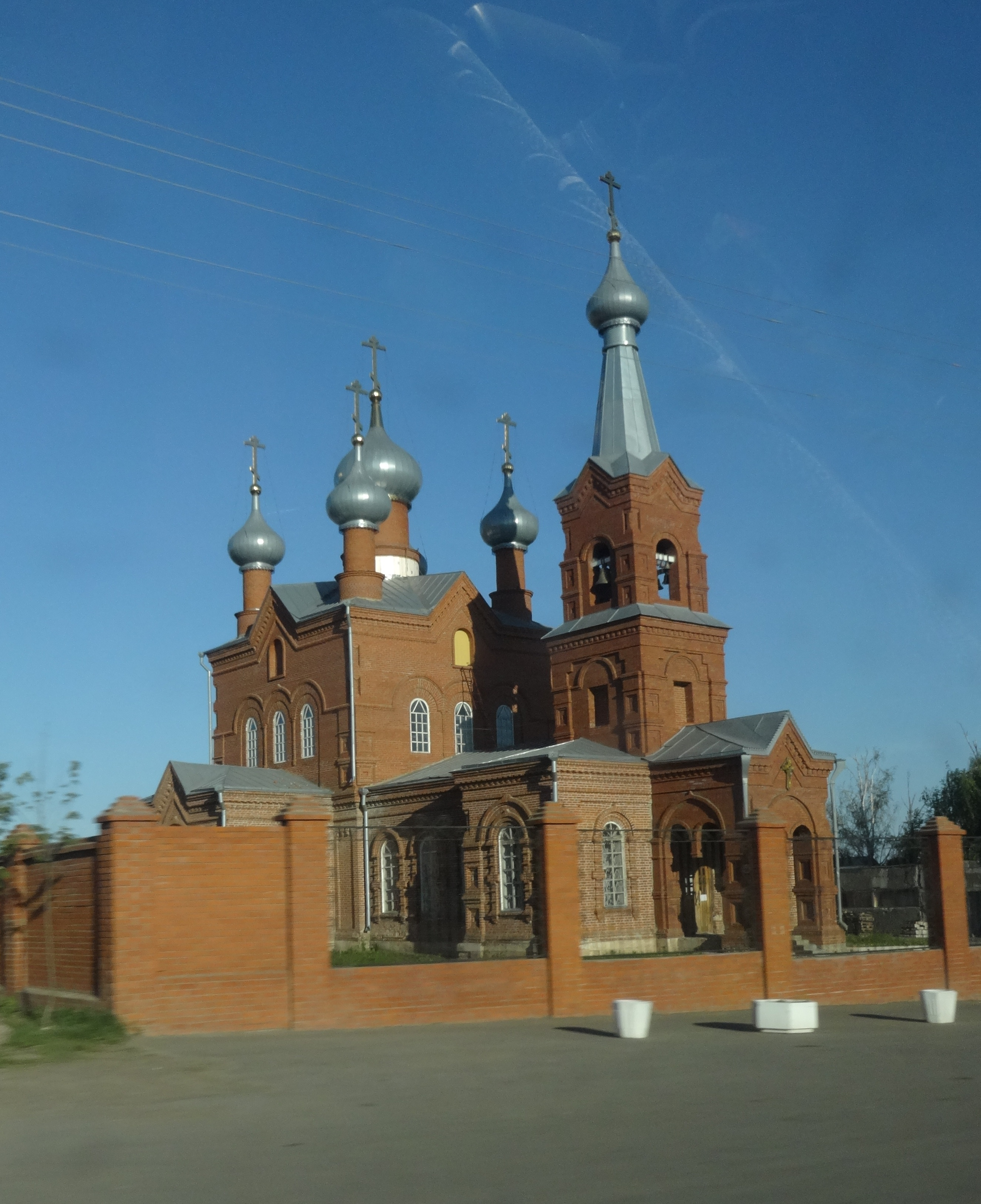
Kirche in Malaja Purga

Der Ort liegt etwa 30 km Luftlinie westsüdwestlich der Republikhauptstadt Ischewsk, etwa 2 km von der Grenze zur Republik Tatarstan entfernt, jenseits welcher unmittelbar fir Stadt Agrys beginnt. Er befindet sich zwischen Postolka und Agryska, rechten Zuflüssen des etwa 5 km östlich nach Süden fließenden Kama-Nebenflusses Isch.
Malaja Purga ist Verwaltungszentrum des Rajons Malopurginski sowie Sitz des „munizipalen Gebildes“ (Munizipalnoje obrasowanije) Malopurginskoje mit dem Status einer Landgemeinde (selskoje posselenije), zu dem außerdem die drei Dörfer Abdulmenewo (3,5 km nordwestlich), Kurtschum-Norja (5,5 km nordnordwestlich) und Stoljarowo (5 km nordwestlich) sowie die Ortschaft (potschinok) Kurtschumski (6,5 km nördlich) gehören.

## Geschichte
Das genaue Gründungsjahr des Ortes ist unbekannt, liegt aber vermutlich in der zweiten Hälfte des 16. Jahrhunderts, als sich nach dem Ende der Moskau-Kasan-Kriege in dem Gebiet zunächst überwiegend Udmurten ansiedelten. Das Dorf blieb lange unbedeutend; ab 1780 gehörte es zum Ujesds Sarapul im Bestand der Statthalterschaft Wjatka, ab 1796 im Gouvernement Wjatka. Mitte des 19. Jahrhunderts wurde Malaja Purga Sitz einer Wolost.
Nach Bildung der Wotischen Autonomen Oblast am 4. November 1920 (am 1. Januar 1932 umbenannt in Udmurtische Autonome Oblast, am 28. Dezember 1934 umgebildet in die Udmurtische ASSR) gehörte das Dorf zunächst ab 1921 zu deren Ujesd Ischewsk, der am 15. Juli 1929 in einen Rajon umgebildet wurde. Dabei wurde aus einem Teil, zusammen mit einem Teil des früheren Ujesds Moschga der neue Malopurginski rajon mit Sitz in Malaja Purga ausgewiesen. Am 1. Februar 1963 wurde der Rajon vorübergehend aufgelöst und sein Territorium dem Ischewski rajon angegliedert. Schon am 12. Januar 1965 wurde der Rajon wiederhergestellt.

### Bevölkerungsentwicklung
| Jahr | Einwohner |
| ---- | --------- |
| 1897 | 753       |
| 1939 | 2177      |
| 1959 | 2191      |
| 1970 | 2756      |
| 1979 | 4389      |
| 1989 | 6163      |
| 2002 | 6879      |
| 2010 | 7711      |

Anmerkung: Volkszählungsdaten

## Verkehr
Westlich am Ort vorbei verläuft die Nebenroute Jelabuga – Ischewsk – Perm der von Moskau kommenden föderalen Fernstraße M7 Wolga. Durch den Ort führt die kurze Regionalstraße 94K-38 von der M7 zur Grenze zu Tatarstan, dort ab Agrys weiter zunächst als 16K-0005 parallel zur M7 in Richtung Mendelejewsk.
Die nächstgelegene Bahnstation ist der bedeutende Eisenbahnknoten Agrys etwa drei Kilometer südlich. Dort zweigen von der Strecke Moskau – Kasan – Jekaterinburg Strecken in nördlicher Richtung über Ischewsk nach Balesino sowie nach Süden in Richtung Nabereschnyje Tschelny – Almetjewsk – Bugulma ab.